# Волощук Назар Олександрович
Наза́р Олекса́ндрович Волощу́к  (*30 грудня 1971, Рівне) — бандурист і співак (тенор).

## Біографія
1982—1987 навчався в Рівненській музичній школі № 1 ім. М.Лисенка (клас викладача Ольги Кравчук)
1987—1991 — Рівненському музичному училищі клас бандури Грицай Анатолій Юхимович.
1991—1996 — навчався у Львівській консерваторії (тепер Львівська національна музична академія ім. М.Лисенка) (клас бандури Герасименко Василь Явтухович і клас вокалу Поліщук Тамара Адамівна).
Активіст Всеукраїнське товариство «Просвіта» імені Тараса Шевченка з 1989 року.
- Член Національна всеукраїнська музична спілка з 1997 року. Голова асоціації бандуристів і кобзарів обласного відділення НВМС 1998—2008 рр.
- Член Національна спілка кобзарів України з 1999 року. Заступник голови обласного відділення НСКУ 2005—2018 рр.
- Артдиректор першого Всеукраїнського фестивалю кобзарського мистецтва ім.Місевич Костянтин Федорович (Дубно, 2000).
- Лауреат другого Всеукраїнського фестивалю «Повстанські ночі» (1997).
- Із 2006 року — головний спеціаліст управління культури Рівненської облдержадміністрації.
- Учасник третього республіканського студентського літературно-фольклорного свята «Лесина пісня» (Луцьк, 1991), Всеукраїнського пісенного фестивалю «Повстанські ночі» (Рівне, 1992), першого Міжнародного конкурсу виконавців на народних інструментах (Хмельницький, 1995), першого фестивалю кобзарської творчості «Світло Маркіяна» присвяченого 185-й річниці від дня народження Шашкевич Маркіян Семенович (Львів,1996), Всеукраїнського свята селян (Київ, 1996) та ін.
- Керівник і учасник квартету бандуристів «Живі струни» (2004—2005).
- Член суддівської ради Червона рута (фестиваль) (2007, 2009, 2011, 2013,2015).
- Перевагу надає репертуару періоду Національно-визвольний рух та його героям.

## Галерея

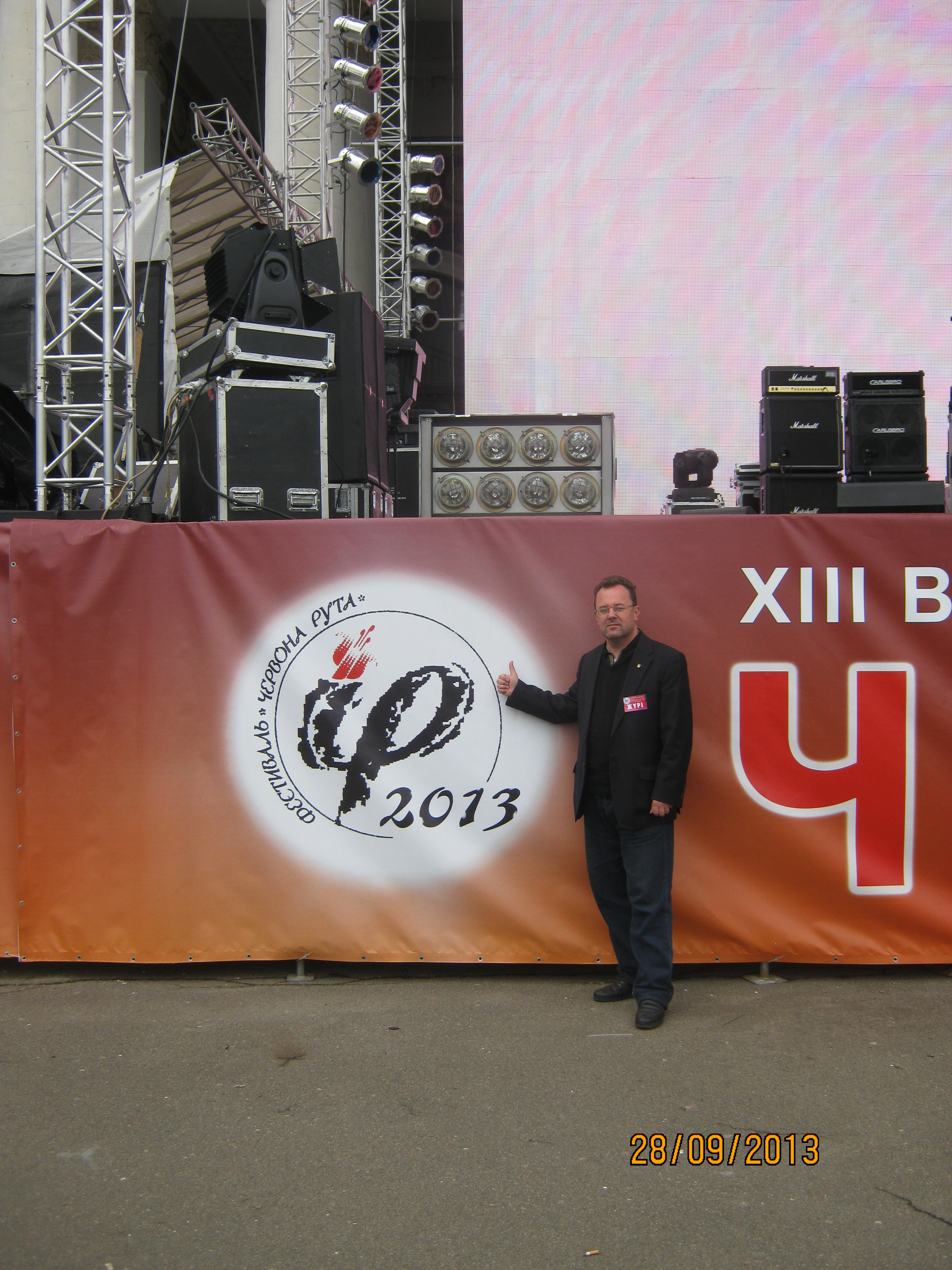
Волощук Назар — член журі фестивалю Червона рута(2013)
На місці загибелі Ніла Хасевича